# トロン:アレス
『トロン：アレス』（原題：Tron: Ares）は、2025年公開予定のアメリカ合衆国のSFアクション映画。
『トロン: レガシー』の続編で、『トロン』シリーズの第3作。ヨアヒム・ローニング監督、ジャレッド・レト主演。

## キャスト
アレス
演 - ジャレッド・レト
イヴ・キム
演 - グレタ・リー
ジュリアン・ディリンジャー
演 - エヴァン・ピーターズ
役名未発表
演 - ハサン・ミンハジ
アテナ
演 - ジョディ・ターナー＝スミス
役名未発表
演 - アルトゥーロ・カストロ
役名未発表
演 - キャメロン・モナハン
役名未発表
演 - ジリアン・アンダーソン
ケヴィン・フリン
演 - ジェフ・ブリッジス
役名未発表
演 - サラ・デジャルダン